# Дебют (премия)

Логотип премии

Премия «Дебют» — проводившийся с 2000 по 2016 годы конкурс для молодых авторов, созданный Андреем Скочем и проводимый Международным фондом «Поколение». Присуждался авторам литературных произведений на русском языке вне зависимости от места их проживания. Предельный возраст лауреатов первоначально составлял 25 лет, с 2011 года — 35 лет на момент награждения. Премия ежегодно вручалась по пяти-семи номинациям, отражающим основные типы художественной литературы. Объявление победителей и вручение наград происходило на торжественном приёме в декабре каждого года. Победители по всем номинациям получали почётный приз «Птица», а также право заключить с Международным фондом «Поколение» издательский договор с эксклюзивным гонораром, который составлял на 2013 год один миллион рублей. За первые пять лет существования премии «Дебют» на конкурс было прислано в общей сложности более 170 тысяч рукописей из всех регионов России, практически всех стран Европы и постсоветского пространства, из США, Израиля, Австралии, Японии и др. В 2016 году премия была ликвидирована, попытка её восстановления в 2018 году не была поддержана Фондом президентских грантов. В 2022 году Ассоциация союзов писателей и издателей России выпустила книгу Георгия Панкратова «Дебют. Как не стать писателем», посвящённую сезону премии 2014 года, когда жюри было принято решение наградить всех финалистов номинации «Крупная проза», кроме одного.

## Регламент премии
Правила премии предусматривали возможность выдвижения со стороны издательств, СМИ, общественных организаций, литературных критиков и т. д., однако на практике большинство произведений выдвигалось самими авторами, так что общее число выдвинутых на соискание премии произведений ежегодно составляло несколько десятками тысяч. Предварительный отбор производили ридеры — приглашённые эксперты по данному виду литературы; список ридеров премией никогда не оглашался. По рекомендациям ридеров формировался «длинный список» (лонг-лист), поступавший на рассмотрение жюри. В состав длинного списка в большинстве премиальных сезонов включалось общим счётом 100 текстов.
Жюри премии «Дебют» состояло из пяти-семи человек, включая известных писателей, критиков, издателей. Состав жюри ежегодно обновлялся полностью, повторно член жюри мог войти в него только в качестве председателя. На основании «длинного списка» жюри формировало «короткий список» (шорт-лист), по три-четыре произведения в каждой номинации. Авторы «короткого списка» приглашались на недельные творческие семинары под руководством членов жюри, по итогам этих семинаров жюри принимало окончательное решение относительно лауреатов премии.

## Состав жюри
2000 год
председатель жюри: Дмитрий Липскеров
члены жюри: Бахыт Кенжеев, Вячеслав Курицын, Ольга Славникова
2001 год
председатель жюри: Михаил Веллер
члены жюри: Дмитрий Бавильский, Игорь Иртеньев, Вера Павлова, Алексей Слаповский
2002 год
председатель жюри: Александр Кабаков
члены жюри: Николай Кононов, Илья Кукулин, Александр Мишарин, Григорий Остер
2003 год
председатель жюри: Евгений Рейн
члены жюри: Леонид Костюков, Ольга Кучкина, Евгений Попов, Михаил Успенский
2004 год
председатель жюри: Чингиз Айтматов:
члены жюри: Александр Галин, Сергей Гандлевский, Сергей Костырко, Асар Эппель
2005 год
председатель жюри: Евгений Попов
члены жюри: Александр Адабашьян, Андрей Геласимов, Юрий Кублановский, Валентин Непомнящий, Виктор Славкин
2006 год
председатель — Владимир Маканин,
члены жюри — Роман Сеф, Олег Чухонцев, Марина Вишневецкая, Алла Латынина, Александр Мишарин.
2007 год
председатель — Анатолий Приставкин,
члены жюри — Максим Амелин, Андрей Волос, Мария Галина, Ольга Кучкина.
2008 год
председатель — Тимур Кибиров,
члены жюри — Елена Гремина, Павел Крусанов, Александр Секацкий, Сергей Сибирцев.
2009 год
председатель — Дмитрий Бак,
члены жюри — Ирина Ермакова, Александр Иличевский, Захар Прилепин, Михаил Угаров.
2010 год
председатель — Марк Розовский,
члены жюри — Павел Басинский, Сергей Круглов, Майя Кучерская, Александр Терехов.
2011 год
председатель — Николай Коляда,
члены жюри — Мария Арбатова, Андрей Аствацатуров, Олег Дивов, Вадим Месяц, Сергей Николаевич.
2012 год
председатель — Павел Басинский,
члены жюри — Марина Дяченко, Олег Зайончковский, Сергей Кузнецов, Алексей Слаповский, Валерий Шубинский.
2013 год
председатель — Павел Санаев,
члены жюри — Олег Богаев, Дмитрий Веденяпин, Дмитрий Глуховский, Павел Крючков, Роман Сенчин.
2014 год
председатель — Павел Басинский,
члены жюри — Юрий Буйда, Александр Кабанов, Владимир Новиков, Ярослава Пулинович.
2015 год
председатель — Андрей Геласимов,
члены жюри — Алиса Ганиева, Евгений Ермолин, Владимир Губайловский.

## Лауреаты
2000 год
- «Крупная проза». Сергей Сакин, Павел Тетерский за повесть «Больше Бена (Русский сюрприз для Королевы-Мамы)»
- «Малая проза». Данила Давыдов за книгу рассказов «Опыты бессердечия».
- «Крупная поэтическая форма». Екатерина Боярских за поэму «Эхо женщин».
- «Малая поэтическая форма». Кирилл Решетников за цикл стихотворений.
- «Драматургия». Василий Сигарев за пьесу «Пластилин».

2001 год
- «Крупная проза». Сергей Шаргунов за повесть «Малыш наказан».
- «Малая проза». Денис Осокин за цикл рассказов «Ангелы и революция».
- «Поэзия». Наталья Стародубцева за цикл стихотворений.
- «Драматургия». Светлана Савина за пьесу «Скрипка и немножко нервно».
- «Юмор в литературе». Анастасия Копман за цикл иронических миниатюр.

2002 год
- «Крупная проза». Анатолий Рясов за роман «Три ада».
- «Малая проза». Дина Гатина за циклы миниатюр «Жаркие страны» и «Аттракционы».
- «Поэзия». Павел Колпаков за цикл стихотворений.
- «Драматургия». Сергей Калужанов за пьесу «Рано или поздно».
- «Литература для детей». Анна Русс за подборку стихотворений.

2003 год
- «Крупная проза». Владимир Лорченков за роман «Хора на выбывание».
- «Малая проза». Николай Епихин за подборку рассказов.
- «Поэзия». Марианна Гейде за цикл стихотворений.
- «Драматургия». Ксения Жукова за пьесу «Случайности».
- «Фантастика». Александр Силаев за повесть «Армия Гутэнтака».

2004 год
- «Крупная проза». Александр Грищенко за повесть «Вспять».
- «Малая проза». Олег Зоберн за подборку рассказов.
- «Поэзия». Анна Логвинова за цикл стихотворений «За пазухой советского пальто».
- «Драматургия». Злата Демина за пьесу «Бог любит».
- «Литературная критика и эссеистика». Юлия Идлис за подборку рецензий и эссе.

2005 год
- «Крупная проза». Дмитрий Фалеев за повесть «Холодное пиво в солнечный полдень»
- «Малая проза». Александр Снегирёв за подборку рассказов
- «Поэзия». Алла Горбунова за подборку стихотворений
- «Драматургия». Александр Гриценко за пьесу «Носитель»
- «Киноповесть» Анастасия Чеховская за сценарий «Отличница»
- «Публицистика» Дмитрий Бирюков за подборку статей
- «Литература духовного поиска» Андрей Нитченко за подборку стихотворений

2006 год
- «Крупная проза». Виктор Пучков за повесть «Сахарная болезнь».
- «Малая проза». Дарья Тагиль за подборку рассказов.
- «Поэзия». Марина Мурсалова за подборку стихотворений.
- «Драматургия». Николай Средин за пьесу «Звезды на песке».
- «Литературная критика и эссеистика». Валерия Пустовая за подборку статей, рецензий, эссе.
- «Литература для детей». Вадим Селин за повесть «Свой в доску! Как научиться кататься на скейте».

2007 год
- «Крупная проза». Станислав Буркин за роман «Фавн на берегу Томи».
- «Малая проза». Ирина Глебова за подборку рассказов.
- «Поэзия». Владимир Кочнев за подборку стихотворений.
- «Драматургия». Валерий Печейкин за пьесу «Соколы».
- «Фантастика». Ольга Онойко за роман «Хирургическое вмешательство».
- В 2007 году в рамках премии «Дебют» начал работу проект «Молодой русский мир». Главная составляющая проекта — премия «Молодой русский мир». Премия вручается ежегодно молодым литераторам (не старше 25 лет), пишущим на русском языке и проживающим за пределами Российской Федерации (независимо от гражданства). В конкурсе на соискание премии «Молодой русский мир» участвуют все авторы, приславшие работы на «Дебют» и отвечающие условиям премии. Ежегодно вручается первая, вторая и третья премия.
- В 2007 году премии «Молодой русский мир» удостоены:
- Первая премия: Дмитрий Вачедин (г. Майнц, Германия) за рассказ «Стрелок небесной лазури».
- Вторая премия: Валерий Печейкин (г. Ташкент, Узбекистан) за пьесу «Соколы».
- Третья премия: Александр Закладной (г. Одесса, Украина) за пьесу «Попутчики».

2008 год
- «Крупная проза». Сергей Красильников за повесть «Сучья кровь».
- «Малая проза». Михаил Енотов за подборку рассказов.
- «Поэзия». Андрей Егоров за подборку стихотворений.
- «Драматургия». Ярослава Пулинович за пьесу «Наташина мечта».
- «Литературная критика и эссеистика». Александр Монтлевич за эссе «Криминология присутствия»
- «Киносценарий». Дарья Грацевич за сценарий «Недотроги».
- «Молодой русский мир»: первая премия: Сергей Красильников (г. Даугавпилс, Латвия) за повесть «Сучья кровь»; вторая премия: Даниил Бендицкий (г. Берлин, Германия) за подборку рассказов; третья премия: Оксана Барышева (г. Алматы, Казахстан) за документальную повесть «По ту и эту сторону Рыскулова».

2009 год
- «Крупная проза». Гулла Хирачев (Алиса Ганиева) за повесть «Салам тебе, Далгат!».
- «Малая проза». Полина Клюкина за подборку рассказов.
- «Поэзия». Екатерина Соколова за подборку стихотворений.
- «Драматургия». Анна Батурина за пьесу «Фронтовичка».
- «Эссеистика». Евгений Табачников за эссе «Поколение „Я“»

2010 год
- «Крупная проза». Ольга Римша за повесть «Тихая вода».
- «Малая проза». Анна Гераскина за рассказ «Я тебя не слышу».
- «Поэзия». Алексей Афонин за стихотворения из сборника «Вода и время».
- «Драматургия». Мария Зелинская за пьесу «Слышишь?»
- «Эссеистика». Татьяна Мазепина за эссе «Путешествие в сторону рая. В Египет по земле».

2011 год
- «Крупная проза». Владислав Пасечник за повесть «Модэ».
- «Малая проза». Эдуард Лукоянов за подборку рассказов.
- «Поэзия». Андрей Бауман за книгу «Тысячелетник».
- «Драматургия». Екатерина Васильева за пьесы «Ты была у меня», «Люби меня сильно», «Однажды мы все будем счастливы».
- «Эссеистика». Марианна Ионова за произведение «Жители садов».
- «Фантастика». Анна Леонидова за роман «Прежде чем сдохнуть».

2012 год
- «Крупная проза». Илья Панкратов за повесть «Слонодёмия».
- «Малая проза». Евгений Бабушкин за цикл рассказов «Зимняя сказка».
- «Поэзия». Алексей Порвин за подборку стихотворений.
- «Драматургия». Ксения Степанычева за пьесу «Похищение».
- «Эссеистика». Елена Погорелая за подборку критических статей.
- «Фантастика». Дмитрий Колодан за повесть и цикл рассказов «Время Бармаглота».
- Специальный кино-приз. Максим Матковский за цикл рассказов «Танцы со свиньями».

2013 год
- «Крупная проза». Алексей Леснянский за повесть «Отара уходит на ветер».
- «Малая проза». Александр Решовский за подборку рассказов.
- «Поэзия». Лета Югай за цикл стихотворений «Записки странствующего фольклориста».
- «Драматургия». Дмитрий Богославский за пьесы «Внешние побочные» и «Девки».
- «Эссеистика». Екатерина Иванова (Федорчук) за подборку статей и эссе.
- «Фантастика». Антон Ботев за повесть «Кот Шредингера».

2014 год
- «Крупная проза». Максим Матковский за роман «Попугай в медвежьей берлоге» и Павел Токаренко за роман «Гвоздь».
- «Малая проза». Михаил Шанин за подборку рассказов.
- «Поэзия». Анастасия Афанасьева за книгу стихов «Отпечатки».
- «Драматургия». Ирина Васьковская за пьесу «Галатея Собакина».
- «Эссеистика». Арслан Хасавов за сборник эссе «Отвоёвывать пространство».
- «Фантастика». В 2014 г. премия не вручалась.

2015 год
- «Крупная проза». Сергей Горшковозов (Самсонов) за роман «Соколиный рубеж».
- «Малая проза». Глеб Диденко за подборку рассказов.
- «Поэзия». Владимир Беляев за подборку стихотворений.
- «Эссеистика». Николай Подосокорский за эссе «„Чёрная курица, или Подземные жители“ Антония Погорельского как повесть о масонской инициации».
- «Драматургия». В 2015 г. премия не вручалась.
- «Фантастика». В 2015 г. премия не вручалась.

В рамках «Дебюта» также вручались специальные премии и призы.
«Голос поколения»
Ежегодный специальный приз учреждён Министерством культуры Российской Федерации по инициативе министра культуры Российской Федерации Михаила Швыдкого в 2003 году. Он поощряет тягу молодых писателей к социальности и присуждается за талантливое и правдивое отражение в литературе жизни современной молодёжи.
В 2003 году специального приза «Голос поколения» удостоен Андрей Иванов (Кемерово) за повесть «Школа капитанов».
В 2004 году приз «Голос поколения» был присуждён Евгению Алехину (Кемерово) за подборку рассказов.
В 2005 году приз «Голос поколения» получила Анна Ремез (Санкт-Петербург) за рассказ «Пятнадцать»
Специальный приз в области литературной критики и литературной эссеистики
Учреждён Попечительским советом Независимой литературной премии «Дебют» по инициативе Председателя Попечительского совета Эдварда Радзинского на 2003 год с целью повысить влияние молодых критиков в российском литературном процессе.
Специальным призом Попечительского совета был награждён Дмитрий Теткин (Екатеринбург) за эссе «Любови к прозе, воздуху, семечкам, точечкам…»
Специальная премия «За мужество в литературе»
Специальная премия учреждена Попечительским советом Независимой литературной премии «Дебют» по инициативе сопредседателя Попечительского совета Дмитрия Липскерова в 2001 году.
Заявляется, что при присуждении этой премии определяющим является художественный уровень произведения, представленного на конкурс «Дебюта». Премия присуждается в том случае, если «автор произведения проявил незаурядные личностные качества и стал писателем вопреки суровым жизненным обстоятельствам». Попечительский совет не определяет премию «За мужество в литературе» как ежегодную. Она присуждается только тогда, когда на неё есть реальный претендент.
В 2001 году лауреатом премии «За мужество в литературе» стал москвич Аркадий Бабченко. Молодой прозаик воевал в Чечне и написал об этом цикл пронзительных рассказов «Десять серий о войне». Аркадия Бабченко сегодня называют одним из основоположников современной военной прозы.
В 2002 году лауреатом премии «За мужество в литературе» стал екатеринбургский школьник Илья Попенов, прикованный к инвалидной коляске. Повесть Ильи Попенова «Чудеса и тайны» вошла в «длинный список» 2002 года. В 2004 году по мотивам повести Ильи Попенова снят одноимённый фильм. Режиссёр и продюсер фильма «Чудеса и тайны» — лауреат российских и международных кинофестивалей Олеся Фокина. Фильм снят в рамках проекта Олеси Фокиной «Человек на все времена». В 2005 году повесть Ильи Попенова вышла отдельной книгой под названием «День света: чудеса и тайны» (издательский дом «Мария», Екатеринбург).
В 2005 году приза был удостоен молодой журналист из Берлина Василий Гайст, написавший публицистическую книгу «Победители в стране побеждённых» о судьбах ветеранов Великой Отечественной войны, уехавших на постоянное жительство в Германию.
В 2007 году премию «Мужество в литературе» получила московская школьница Марьяна Терехова. Вопреки тяжелой болезни, девочка пишет веселые и добрые рассказы. Талант и увлечённость литературой буквально вернули Марьяну к жизни. Марьяна Терехова удостоена премии «Мужество в литературе» за рассказ «Бабочка».
В 2008 году приз получил подставной молодой «автор» Егор Молданов за повесть, опубликованную ранее под именем настоящего автора, сорокалетнего директора школы Анатолия Костишина. Костишин присутствовал на вручении в качестве приёмного отца Молданова и позже разыграл в Интернете его трагическую смерть.
Специальный приз «За лучшее литературное произведение для детей и подростков»
В 2015 году приз получил Дмитрий Бучельников (Кунгурцев) за повесть «Маджара».

## Скандал с Егором Молдановым
Егор Молданов в 2008 году получил специальную премию «За мужество в литературе» (принималось во внимание тяжелое детдомовское детство) за повесть «Трудный возраст», впоследствии опубликованную в журнале «Урал» (2009, № 10, 11). Текст пронизан намеками на однополую любовь и от первого лица повествует о жизни подростка в детском доме. Недостатки текста (неестественность диалогов, схематичность, банальность сюжета) списывались на возраст и неопытность автора. В Москву Молданов приехал из посёлка Хорогочи Амурской области в сопровождении 39-летнего Анатолия Костишина, представившегося его приёмным отцом. На тот момент Костишин был директором хорогочской школы.
По прибытии домой немногословный и избегавший общения в Москве Молданов (как выяснилось позже, Костишин от имени Молданова) завёл обширную электронную переписку с разного рода литераторами, в которой с многочисленными противоречиями сообщал о себе, что он хант по национальности, круглый сирота, его отец, рыбак (или учитель), утонул в Оби (или был убит на дискотеке), когда Молданову было шесть лет (или совсем недавно), через пять лет ушла из жизни и его мать, вместе со старшим братом он оказался в интернате, директор которого Анатолий Костишин якобы стал для них приёмным отцом и т. п. Также после получения премии Костишин от имени Молданова публикует в газете «Литературная Россия» критические заметки и берёт интервью у литераторов.
В 2009 году Костишин от имени Молданова сообщил в электронных письмах, что он (Молданов) попал в автокатастрофу, болен фибросаркомой и борется за жизнь в клинике Львова и онкоцентре Монреаля (сведения разнились), постепенно ему ампутируют ногу. В этой виртуальной ситуации Костишин от имени Молданова просит главного редактора «Литературной России» В. Огрызко выдвинуть его (Молданова) на премию «Большая книга» и премию имени Юрия Казакова — Огрызко выполняет просьбу «умирающего» (несмотря на объявленную кончину, шорт-листы этих премий его обошли). О смерти Молданова в декабре 2009 года и похоронах в Монреале сообщает в электронных письмах литераторам, с которыми переписывался Костишин от имени Молданова, некий, никому до этого не известный, Артур Акминлаус, представлявшийся двоюродным братом Молданова (в письмах разным литераторам сообщались разные подробности — канадский юрист, поляк/прибалт, живёт во Львове/в Канаде), который после «смерти» Молданова продолжил публиковать заметки в «Литературной России» в точно таком же стиле (также известны клоны Костишина для публикаций в этом издании — Сергей Богданов, Кир Шуров; последний уже после разоблачения просил от лица читателей простить Костишина и позволить ему публиковаться дальше, ссылаясь на несомненный талант Костишина, то есть самого себя). В феврале 2010 года в «Литературной газете» был опубликован некролог Игоря Панина. Наконец, в 2012 году главный редактор «Литературной России» Вячеслав Огрызко написал пространную статью к годовщине смерти Молданова, обнародовав часть личной переписки с «Молдановым». Литератор из Санкт-Петербурга Валерий Айрапетян обратил внимание, что в приведённых Огрызко письмах Молданова содержится много противоречий с известными сведениями о Молданове, а потом обнаружил, что повесть «Трудный возраст» первоначально была опубликована в журнале «Крещатик» (первая часть в № 4 за 2008 год, вторая — уже после награждения Молданова, в 1-м номере 2009 года) под названием «Зона вечной мерзлоты» (первая часть называлась «Трудный возраст») за авторством Анатолия Костишина и только позже была выдвинута на премию «Дебют» под именем Егора Молданова (сам Костишин не мог принимать участия в «Дебюте» по возрасту). Кроме того, Айрапетян нашёл в социальной сети «Одноклассники» аккаунт не умиравшего Молданова. Выяснив все обстоятельства, Айрапетян, как врач по второй специальности, находит в поведении Костишина признаки шизофрении.
В телефонном разговоре с корреспондентом «Российской газеты» Молданов признал, что повесть написал Костишин, а также сообщил, что о своей виртуальной смерти узнал недавно. Молданов далёк от литературы, на тот момент он уже не проживал в посёлке Хорогочи, а служил в городе Белоярском Тюменской области в транспортной полиции в звании старшины. Костишин, узнав о разоблачении, спешно покинул Хорогочи. Позже он устроился на работу директором школы-интерната в Шурышкарском районе Ямало-Ненецкого автономного округа. В письме редактору «Литературной России» он также сознался в подлоге.
Позицию «Дебюта» в связи с этим скандалам озвучила координатор премии Ольга Славникова:

Что касается «ненастоящего» писателя, то так называемые расследования ничего не доказывают. Есть закон — «Об авторском праве и смежных правах», часть 9, «Презумпция авторства». Юридически, Егор Молданов — автор повести «Трудный возраст», жив он или умер. А если неформально — поскольку «Дебют» имеет дело с новыми именами и незнакомыми людьми, у сорокалетнего неудачника действительно есть возможность прикрыться каким-нибудь молодым родственником. Такие случаи были, и молодые люди приходили с паспортами, предъявляли себя и документ и говорили: «Я автор». Другое дело, что рукописи «с подставными» редко доходят даже до пред-лонга, потому что если литератора не замечают, то это по большей части справедливо. Если Егор Молданов жив — это хорошая новость. Независимо от того, кто писал повесть. Повесть — правда сильная. Она не взялась из воздуха. Все дальнейшие мистификации, с умертвиями, отрезаниями ног и чудесными воскрешениями, не имеют к «Дебюту» никакого отношения.

По мнению не связанного с премией критика Дмитрия Кузьмина,

проза Молданова — характерный пример примитивной «молодёжной прозы», подстраивающейся под ожидания и стереотипы старших, и в этом смысле неважно, кто именно её написал.

На сайте премии Егор Молданов оставался представленным как настоящий автор, отмеченный «Дебютом».

## Книгоиздание «Дебюта»
Произведения лауреатов и финалистов премии «Дебют» ежегодно выпускаются сборниками и отдельными книгами. Победители по всем номинациям получают за издание гонорар, прочие участники «короткого списка» получают по 20 авторских экземпляров книги.
Издательская программа премии «Дебют» осуществляется на некоммерческой основе.
Книги, изданные по итогам «Дебюта-2000»
- Антон Фридлянд. Запах шахмат. Роман; Метро. Повесть. — М.: ООО «Издательство АСТ», 2001. Роман «Запах шахмат» — это стильный интеллектуальный детектив. В книгу также включена новая повесть Антона Фридлянда «Метро».
- «Пластилин». Проза, драматургия. — М.: ООО «Издательство АСТ», 2001.

Сборник «Пластилин» включает прозу и драматургию лауреатов и финалистов «Дебюта-2000». Данила Давыдов, Сергей Сакин, Кира Ласкари, Оксана Ефремова, Антон Янковский, Залина Хадикова, Сергей Калужанов, Михаил Покрасс, Василий Сигарев.
- «Плотность ожиданий». Сборник поэзии. — М.: ООО «Издательство АСТ», 2001. Поэтический сборник открывают два лауреата премии: Екатерина Боярских (номинация «Крупная поэтическая форма», поэма «Эхо женщин») и Кирилл Решетников (номинация «Малая поэтическая форма», циклы стихов).

Книги, изданные по итогам «Дебюта-2001»
- «Два острова». Сборник прозы. — М.: О. Г. И., 2002. В книгу вошли две повести: «Малыш наказан» Сергея Шаргунова и «Колыбель смерти» Александра Остапенко. Сергей Шаргунов за свою повесть удостоился звания лауреата премии «Дебют» в номинации «Крупная проза». Александр Остапенко вошёл в шорт-лист «Дебюта-2001» в той же номинации.
- «Война и мир — 2001». Проза, драматургия. — М.: О. Г. И., 2002. В сборник включены произведения лауреатов и финалистов премии «Дебют-2001» по номинациям «Малая проза», «Драматургия» и «Юмор в литературе». Денис Осокин, Аркадий Бабченко, Алексей Лукьянов, Владимир Лорченков, Анастасия Копман, Александр Силаев, Светлана Савина, Сергей Калужанов.
- «Анатомия ангела». Сборник поэзии. — М.: О. Г. И., 2002. В книгу включены подборки Натальи Стародубцевой, лауреата премии в номинации «Поэзия», Яны Токаревой, Галины Зелениной, Дины Гатиной — финалистов в той же номинации, а также Анны Русс, вошедшей в шорт-лист номинации «Юмор в литературе».

Книги, изданные по итогам «Дебюта-2002»
- Анатолий Рясов. «Три Ада». Роман. — М.: Издательство Р. Элинина, 2003. Автор книги — лауреат премии «Дебют» 2002 года в номинации «Крупная проза», магистр ориенталистики, специалист по проблемам Ближнего Востока.
- Алексей А. Шепелёв. «Echo». Роман, рассказы. — СПб.: Амфора, 2003. — (Серия «Поколение „Y“»).
- Александр Кирильченко. «Каникулы military». Роман, рассказы. — СПб.: Амфора, 2003. — (Серия «Поколение „Y“»).
- «Детство века». Проза, драматургия. — М.: Издательство Р. Элинина, 2003. В сборник включены произведения лауреатов премии «Дебют» 2002 года в номинациях «Малая проза» (Дина Гатина) и «Драматургия» (Сергей Калужанов), произведения финалистов этих номинаций (Георгий Авдошин, Светлана Эст, Александр Архипов, Андрей Курейчик), а также проза финалистов «плавающей номинации» 2002 года «Литература для детей» (Олеся Артёмова, Ольга Пахомова).
- «XXI поэт. Снимок события». Сборник стихов. — М.: Издательство Р. Элинина, 2003. В сборнике представлены лауреаты премии в номинациях «Поэзия» (Павел Колпаков) и «Литература для детей» (Анна Русс). Также здесь опубликованы подборки финалистов премии в номинации «Поэзия» (Виктор Іванів, Юлия Идлис, Наталья Ключарева) и стихи молодых поэтов, вошедших в «длинный список» премии.

Книги, изданные по итогам «Дебюта-2003»
- «Квадратура круга». Повести. — М.: Светлые головы, 2004. В книгу включены произведения лауреатов и финалистов Независимой литературной премии «Дебют» 2003 года, работающих в крупных прозаических жанрах: Владимира Лорченкова (лауреат в номинации «Крупная проза»), Андрея Иванова (лауреат специального приза Министерства культуры РФ «Голос поколения»), Александра Силаева (лауреат в номинации «Фантастика»), Адрианы Самаркандовой.
- «Альдебараки». Рассказы, пьесы. — М.: Светлые головы, 2004. В сборник вошли произведения десяти молодых авторов — лауреатов и финалистов Независимой литературной премии «Дебют» 2003 года в номинациях «Малая проза», «Драматургия», «Литературная критика и эссеистика».
- «Братская колыбель». Сборник стихов. — М.: Светлые головы, 2004. Поэтическая антология представляет произведения лауреатов и финалистов Независимой литературной премии «Дебют» 2003 года в номинации «Поэзия». Кроме того, в сборник включены стихи авторов "поколения «Дебют».

Книги, изданные по итогам «Дебюта-2004»
- «Вершина айсберга». Повести. — М.: Светлые головы, 2005. В книгу входят произведения, вышедшие в финал конкурса 2004 года в номинации «Крупная проза». Повесть «Вспять» лауреата «Дебюта-2005» Саши Грищенко, повесть «Бледный город» Игоря Савельева, повесть «Школьный психиатр» Станислава Бенецкого.
- «День святого электромонтёра». Рассказы, пьесы, статьи. — М.: Светлые головы, 2005. Сборник состоит из произведений лауреатов и финалистов Независимой литературной премии «Дебют» 2004 года в номинациях «Малая проза», «Драматургия», «Литературная критика».
- «Знаки отличия». Поэтическая антология. — М.: Светлые головы, 2005. В антологию вошли лучшие произведения конкурсантов, финалистов и лауреатов Независимой премии «Дебют» в номинации «Поэзия» за 2004 год. Здесь сошлись не только представители разных версий мейнстрима, но и авторы, выпадающие из «рамок ожидания».

Книги, изданные по итогам «Дебюта-2005»
- «Периметр счастья». Повести. — М.: Светлые головы, 2006. Сборник открывается повестью лауреата премии «Дебют» 2005 года Дмитрия Фалеева «Холодное пиво в солнечный полдень». В книгу также включены повести финалистов «Дебюта-2005» Ильмиры Болотян, Марии Ботевой, Марины Кошкиной.
- «Пятнадцать плюс». Рассказы, пьесы, очерки. — М.: Светлые головы, 2006. В сборник включены произведения лауреатов и финалистов премии «Дебют» 2005 года в номинациях «Малая проза», «Драматургия», «Публицистика».
- «Смена палитр». Поэтическая антология. — М.: Светлые головы, 2006. Сборник включает произведения лауреатов и финалистов премии «Дебют» 2006 года в номинациях «Поэзия», «Литература духовного поиска».

Серия «Миллениум+» (Книги, изданные по итогам «Дебюта» разных лет)
В 2007 году в издательстве «АСТ» в рамках издательской программы «Дебюта» вышли книги некоторых номинантов на премию «Дебют» разных лет, ярко о себе заявивших, но не ставших лауреатами:
- Юлия Бакирова «Убийственная реклама»
- Александр Закладной «Там, где наши сердца»
- Алексей Фролов «Мама-джан»
- Андрей Симонов «Каирский интернационал»
- Павел Костин «Бегун»
- Андрей Кузечкин «Менделеев-рок»

Книги, изданные по итогам «Дебюта-2006»
В конце 2007 года были выпущены:
- «Звезды на песке». — М.: Светлые головы, 2007. Сборник включает произведения лауреатов и финалистов премии «Дебют» 2007 года в номинациях «Поэзия», «Драматургия», «Малая проза», «Критика».
- «Шестая четверть». — М.: Светлые головы, 2007. Сборник включает произведения лауреатов и финалистов премии «Дебют» 2007 года в номинации «Детская литература».
- «Пленники надежды». — М.: Светлые головы, 2007. Сборник включает произведения лауреатов и финалистов премии «Дебют» 2007 года в номинации «Крупная проза». (Авторы — Андрей Скобелев, Виктор Пучков, Владимир Данихнов).

## Критика
Система работы «Дебюта» встречала разнообразные критические замечания, включая принципиальную отповедь Алексея Алёхина, охарактеризовавшего «Дебют» как «самую чудовищную спекуляцию на проблемах молодой литературы», поскольку массовость участия в нём напоминала «поголовный приём в пионеры», лауреаты и финалисты не выдерживали критики, а редких действительно способных авторов завышенное внимание не стимулировало, а развращало. В то же время конкретные результаты премиальных сезонов нередко встречали одобрение тех или иных экспертов: так, уже итоги первого сезона позволили Дмитрию Кузьмину надеяться на то, что «если дальше дело пойдёт так же — премия в самом деле будет знакомить широкую публику с перспективой нашей литературы, а не с умелыми подражателями, как обычно бывало прежде».